# Maximilian Jaeger
Maximilian Jaeger (20 de mayo de 1884-29 de octubre de 1958) fue un diplomático suizo. Sus acciones al frente de la legación suiza en Budapest durante Segunda Guerra Mundial, permitieron que numerosos ciudadanos judíos de Hungría sobrevivieran a la persecución del Régimen Nazi.

## Biografía
Jaeger estudió derecho en Zúrich, París, Roma, Viena y Berlín y se doctoró en 1909. Ese mismo año comenzó su carrera diplomática. Su primer destino como agregado a la Embajada Suiza fue Roma, donde permaneció hasta 1911. Posteriormente fue destinado en Berlín, París y Madrid, donde en 1918 fue ascendido a Secretario de Primera Clase de Legación y al año siguiente a Consejero de Legación.
Jaeger asumió su primer cargo de responsabilidad en el extranjero en mayo de 1922 como Cónsul General en el Consulado de Suiza en Atenas. En enero de 1925 fue enviado a la embajada en Viena. Como tal, también fue jefe de misión en Budapest. Después de la anexión de Austria en marzo de 1938, Suiza trasladó la sede de la embajada a Budapest. En Viena, Jaeger solo se desempeñó como Cónsul General por un corto tiempo. Se mudó formalmente a Budapest en junio de 1938.
En Budapest, el vicecónsul Carl Lutz y el secretario de la embajada Harald Feller fueron sus asistentes, quienes intentaron activamente salvar a los judíos húngaros mediante la emisión de cartas de protección. Jaeger participó en la resistencia contra la deportación de judíos a los campos de exterminio nazis y presionó al gobierno húngaro de Miklós Horthy para que pusiera fin a su persecución. Lutz confirmó más tarde que Jaeger siempre le había permitido libertad de acción con plena confianza mutua. A partir de 1942, después de que Estados Unidos declarara la guerra a Hungría, también se ocupó de los intereses estadounidenses.
Jaeger permaneció acreditado como embajador en Hungría hasta abril de 1945, aunque abandonó Budapest unos meses antes, en octubre de 1944. Tras su marcha, fue representado por Harald Feller como encargado de negocios. Su último puesto en el extranjero fue en Lisboa, donde se desempeñó como enviado de Suiza a Portugal desde febrero de 1946 hasta enero de 1948. Luego renunció por enfermedad.